# Ação Cultural para a Liberdade e Outros Escritos
Ação Cultural para a Liberdade e Outros Escritos é uma coletânea de breves textos do educador brasileiro Paulo Freire, redigidos entre 1968 e 1974. Tratam de assuntos os mais variados, desde reflexões sobre o ato de estudar até a questão da reforma agrária.
Sobre o ato de estudar, Freire afirma, por exemplo, que ele implica uma relação dialógica (isto é, de diálogo) entre o leitor e o autor, mediatizada pelo assunto abordado. Isto é, o estudante que lê um livro não deve ser um mero receptáculo de ideias alheias. Ao estudar, o estudante deve, junto com o autor do livro, colocar-se como sujeito, não como objeto, não como um recipiente a ser enchido com as ideias do autor.
Outra passagem relevante da obra é a sua concepção acerca da noção de analfabetismo político. No senso comum, o analfabeto político é aquele que não se interessa por política; para Freire, é aquele que tem uma visão ingênua da realidade social e das relações dos homens com o mundo. Deste modo, o analfabeto político:
Se é um cientista, tenta "esconder-se" no que considera a neutralidade de sua atividade científica. [...] Se é um religioso, estabelece a impossível separação entre mundanidade e transcendência. Se opera no campo das ciências sociais, trata a sociedade, enquanto objeto de seu estudo, como se dela não participasse. [...] Sua concepção da realidade é mecanicista e fatalista. A história é o que foi e não o que está sendo e em que se gesta o que está por vir. O presente é algo que deve ser normalizado, e o futuro, a repetição do presente, o que significa a manuntenção do status quo.— Paulo Freire (1982). Ação Cultural para a Liberdade e outros escritos 8ª ed. [S.l.]: Paz e Terra. p. 90

## Os escritos
- Considerações em torno do ato de estudar
- A alfabetização de adultos – crítica de sua visão ingênua compreensão de sua visão crítica
- Os camponenes e seus textos de leitura
- Ação cultural e reforma agrária
- O papel do trabalhador social no processo de mudança
- Ação cultural para a libertação
- I parte: O processo de alfabetização de adultos como ação cultural para a libertação
- II parte: Ação cultural e conscientização
- O processo de alfabetização política – uma introdução
- Algumas notas sobre humanização e suas implicações pedagógicas
- O papel educativo das Igrejas na América Latina
- Prefácio à edição argentina de A black theology of liberation de James Cone
- Conscientização e libertação: uma conversa com Paulo Freire
- Algumas notas sobre conscientização